# Список керівників держав 64 року
В даній статті представлені керівники державних утворень. Також фрагментарно наведені керівники нижчого рівня та деякі релігійні предстоятелі. З огляду на неможливість точнішого датування певні роки владарювання наведені приблизно.

## Європа
- Боспорська держава керується намісником Нижньої Мезії (до 67).
- володарка кельтського племені бригантів Картімандуя (43-69)
- правитель Дакії Скорило (29-68)
- Ірландія — верховний король Еллім мак Конрах (60-80 (згідно з «Історією» Джеффрі Кітінга) або 56-76 (згідно з «Хроніками Чотирьох Майстрів»)).
- Римська імперія
  - імператор Нерон (54-68)
    - консули Гай Леканій Басс і Марк Ліциній Красс Фругі
      - легат провінції Паннонія — до 68 невідомо
      - легат Римської Британії Марк Требеллій Максим (63-69)
      - провінція Верхня Германія — Луцій Вергіній Руф

## Азія
- Адіабена — Монобаз II (55-70-ті)
- Анурадхапура — Субхараджа (60-66)
- Аріяка — раджа (цар) Нагапана Кшагарата (до 78)
- Велика Вірменія — цар Трдат I (до 88)
- Мала Вірменія — цар Арістобул Іродіад (до 71-72)
- цар Елімаїди Ород II (до 70)
- Іберійське царство — Мітрідат I (58-106)
- Індо-парфянське царство (Маргіана) — цар Абдагаз (до 65)
- Китай — Династія Хань — Лю Чжуан (57-75)
- Когурьо — Тхеджохо (53-146)
- Коммагена — Антіох IV (38-72)
- Кушанська імперія — Кудзула Кадфіз (46-85)
- Набатейське царство — цар Маліку II (40—70/71)
- Осроена — цар Ману VI (57-71)
- Пекче — ван Тару (29-77)
- Парфія — Вологез I (до 78)
- Царство Сатаваханів — магараджа Пуріндрасена (62-83)
- Сілла — ван Тхархе (57-80)
- Харакена  — Аттамбел IV (до 64-65)
- шаньюй Хунну Ді Чжан (63-85)
  - первосвященник Юдеї Ієшуа бен Гамла (64-65)
  - прокуратор Юдеї — ?
  - префект Римської Сирії  Гай Цестій Галл (63-66)
  - намісник провінції Азія Луцій Сальвій Отон Тіціан (63-64); по ньому — Луцій Антістій Вет (64-65)

## Африка
- Царство Куш — цариця Аманікаташан (62-85)
  - префект Римського Єгипту Гай Цеціна Туск (63-66)
  - Мавретанія Цезарейська Лукцей Альбін (62-69)
  - Мавретанія Тінгітанська Лукцей Альбін (62-69)